# Kerk van Anzy-le-Duc

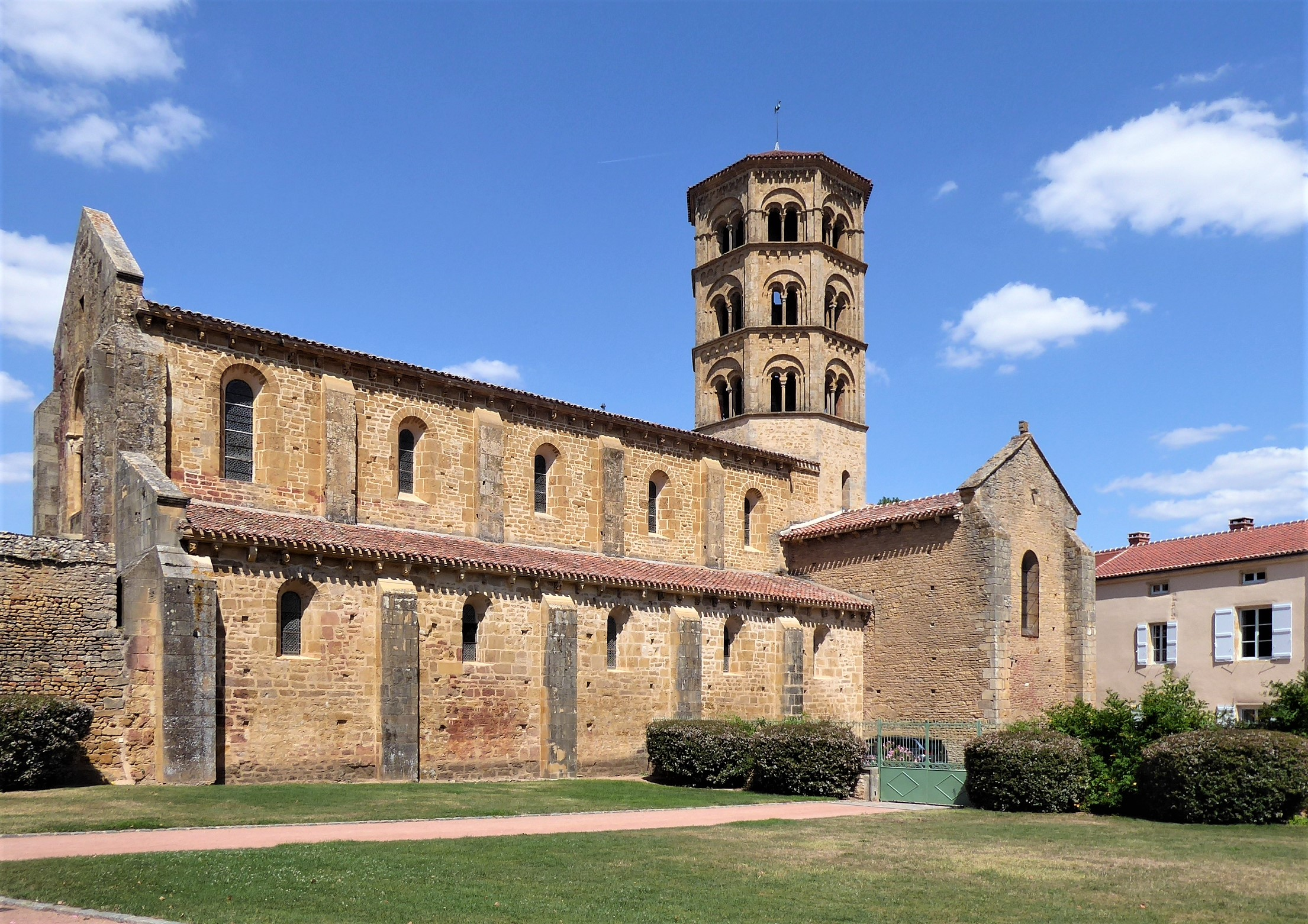
De kerk

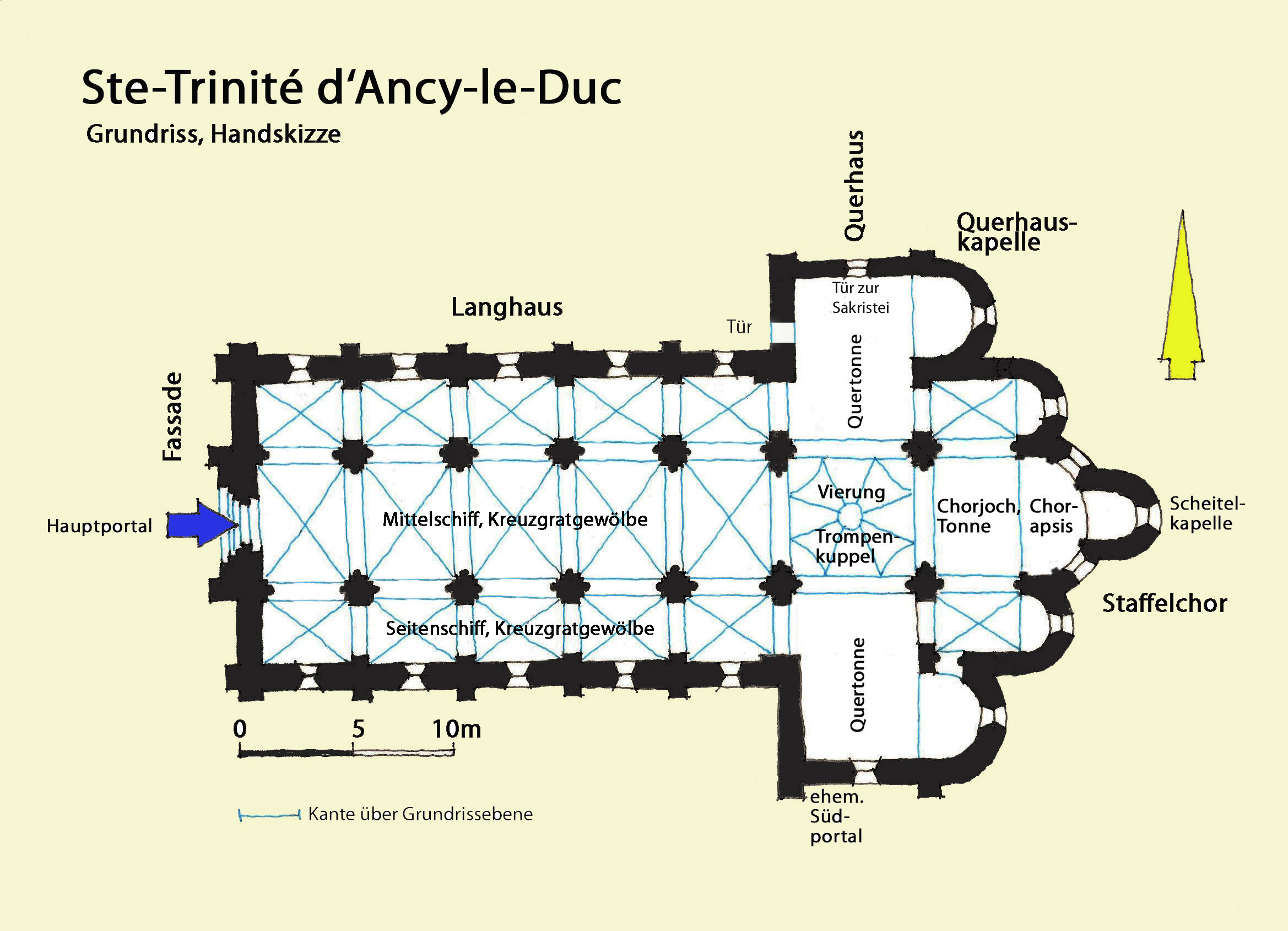
Plattegrond van de kerk

De Kerk Maria ten Hemelopneming, ooit behorend tot de benedictijnse priorij van Anzy-le-Duc, is een romaanse kerk in de gemeente Anzy-le-Duc in de Franse regio Bourgogne-Franche-Comté. Deze kerk is van belang vanwege haar architectuur en beeldhouwwerk en werd gebouwd aan het eind van de 11e eeuw en het begin van de 12e eeuw. In 1851 werd ze erkend als nationaal historisch monument. Deze kerk verving een eerder gebouwde kerk uit 876. Hoewel ze te lijden heeft gehad onder natuurgeweld in 1652, gevolgd door gedeeltelijk herstel en plunderingen in de 18e eeuw, zijn er nog steeds sporen van haar rijke geschiedenis zichtbaar.

## Het interieur van de kerk
Het schip en de zijbeuken worden door een sterk uitspringende dwarsbeuk in tweeën verdeeld, waardoor duidelijk een Latijns kruis wordt gevormd. Het koor is versierd met fresco's. Vanuit de apsis en de dwarsbeuken ontspringen vijf parallelle kleine kapellen. De achthoekige koepel rust op trompen. De opbouw van het schip bestaat uit twee delen: grote scheibogen, daarboven de lichtbeuk. De traveeën hebben graatgewelven gescheiden door gordelbogen. De veertig gebeeldhouwde kapitelen tonen voornamelijk plant- en diermotieven; andere tonen een ossenkop, Daniël in de leeuwenkuil, een acrobaat, een engel in gevecht met een demon en Samson die een leeuw overmeestert.

## De crypte
Recente opgravingen hebben de crypte blootgelegd door het verwijderen van een trap bij de noordelijke dwarsbeuk. In deze crypte, die dateert uit de 11e eeuw, bevond zich het graf van Hugo van Poitiers, de eerste prior van de 9e-eeuwse abdij. Het is een van de oudste christelijke heiligdommen in de regio. De beeldhouwwerken en muurschilderingen dateren van na de 12e eeuw. Het gewelf wordt ondersteund door pijlers, waarvan er twee zijn vervaardigd uit grijs puin van een oudere zuil, waarvan de basis nog steeds zichtbaar is.

## De toren en de gevels van de kerk
De romaanse toren, met zijn achthoekige vorm en drie verdiepingen van lombardijnse bogen, vertoont Italiaanse invloeden.
Op de zuidgevel van de kerk zijn bijna alle kroonlijsten versierd met beeldhouwwerk. Het westelijke portaal heeft een timpaan waarin een tronende Christus in een mandorla wordt afgebeeld, ondersteund door twee gevleugelde engelen. De latei eronder laat de Hemelvaart zien. De sterk beschadigde archivolt toont de 24 Oudsten uit de Openbaring.
In het zuidelijke portaal wordt het heil van de mensheid in een meer onbehouwen stijl uitgebeeld. Het timpaan, dat aan het einde van de 12e eeuw is gemaakt, is gewijd aan de Aanbidding der Wijzen en de Zondeval. De latei eronder stelt de hemel en de hel voor.

## Het portaal van de priorij
Het romaanse portaal uit de 12e eeuw is in de 18e eeuw verwijderd en is nu te bezichtigen in het Musée eucharistique du Hiéron in Paray-le-Monial (19 km verwijderd van Anzy-le-Duc). Het portaal behandelt het thema van de val van Adam en Eva en de schaamte die het gevolg is van hun fout. Terzijde wordt de Aanbidding der Wijzen afgebeeld. Op de latei in het midden worden demonen weergegeven die, in een monsterlijk hoofd gevangen, de zielen van de verdoemden wegwerpen, die na enige marteling toch in het paradijs belanden. De deur, geplaatst tussen twee vierkante torens, is versierd met beelden van twee vechtende boeren, twee strijdende ridders, twee zelfmoordgevallen, een opgehangene, een man die zijn keel doorsnijdt, een leeuw, een hond en een gehurkte man die de bovendorpel draagt.

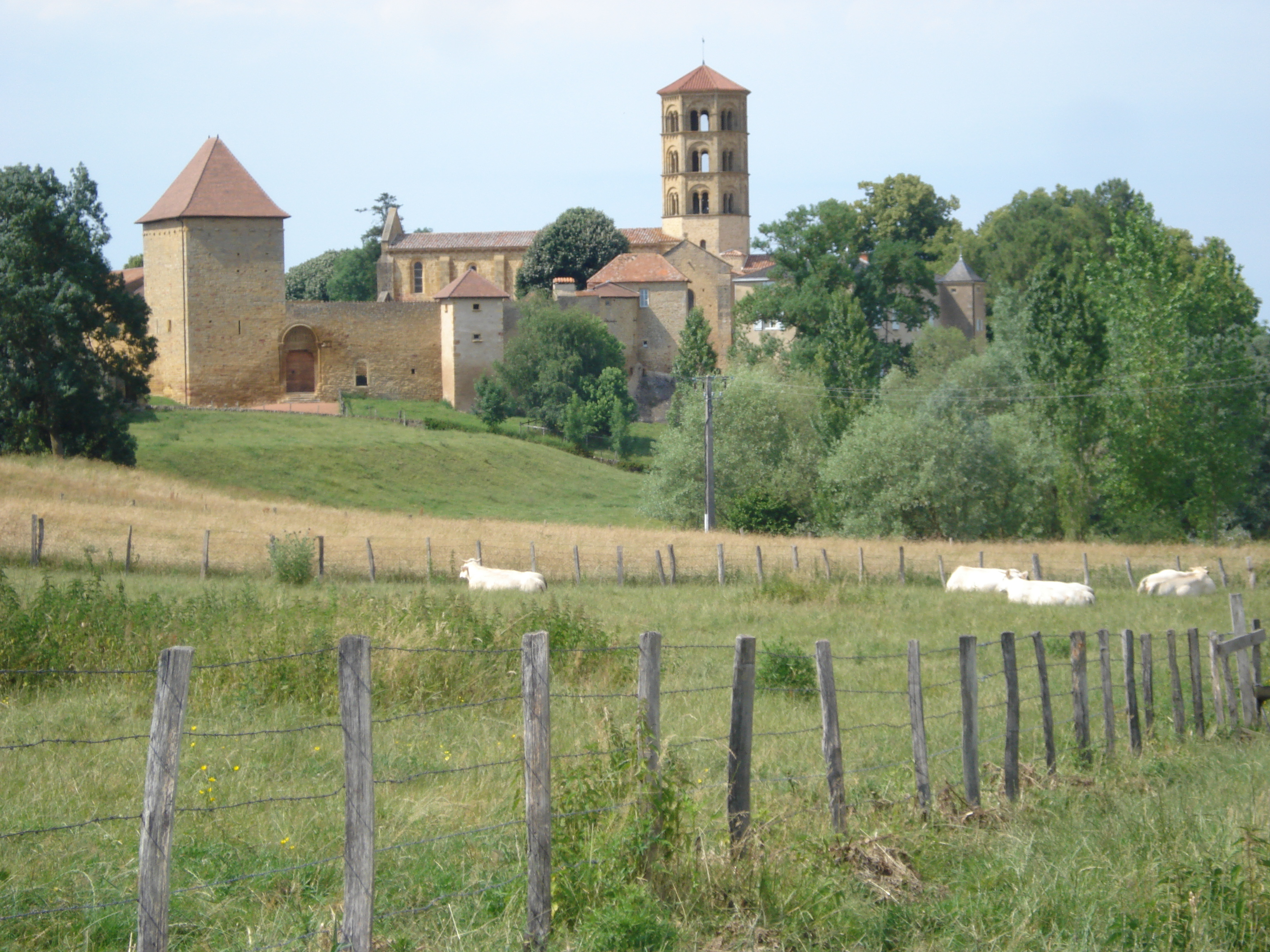
Anzy-le-Duc gezien vanuit het zuiden
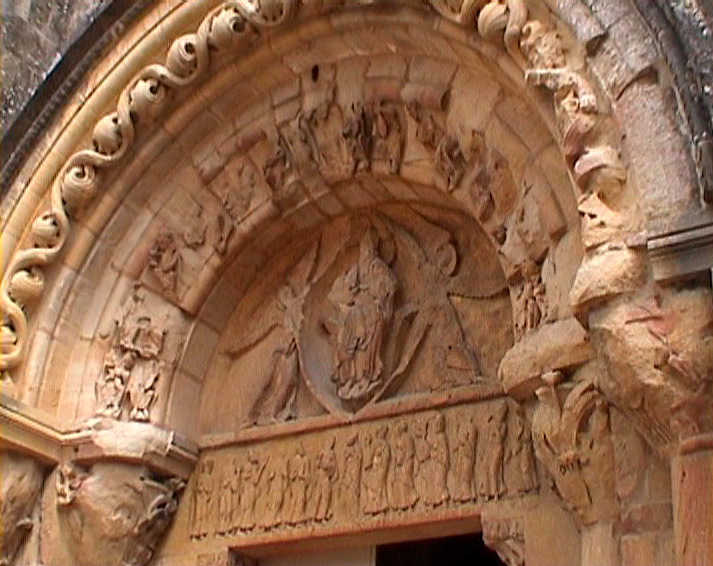
Timpaan van de kerk
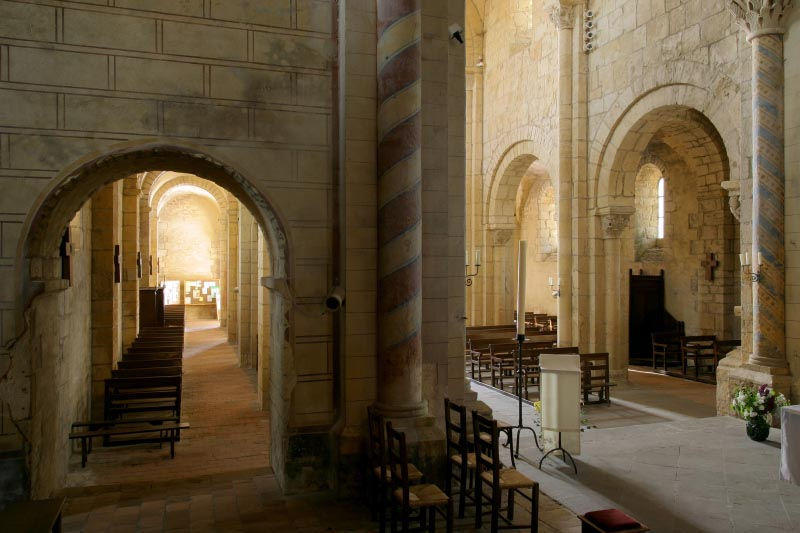
Interieur van de kerk
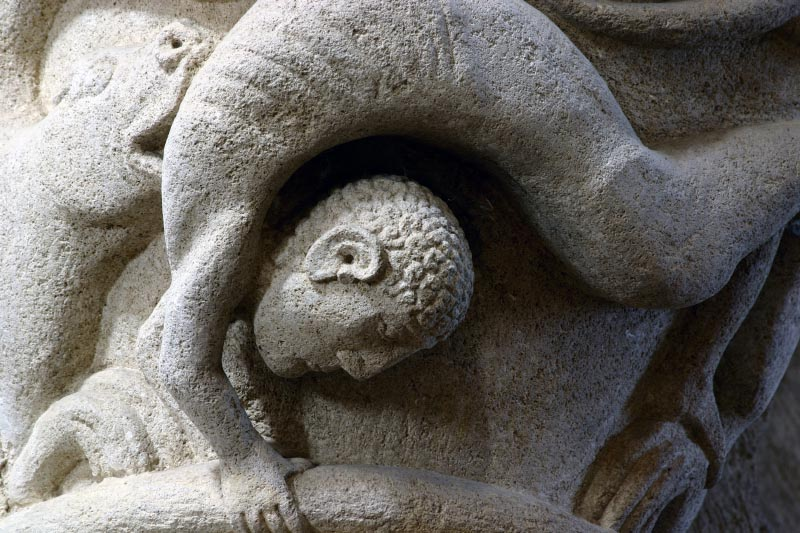
Een kapiteel
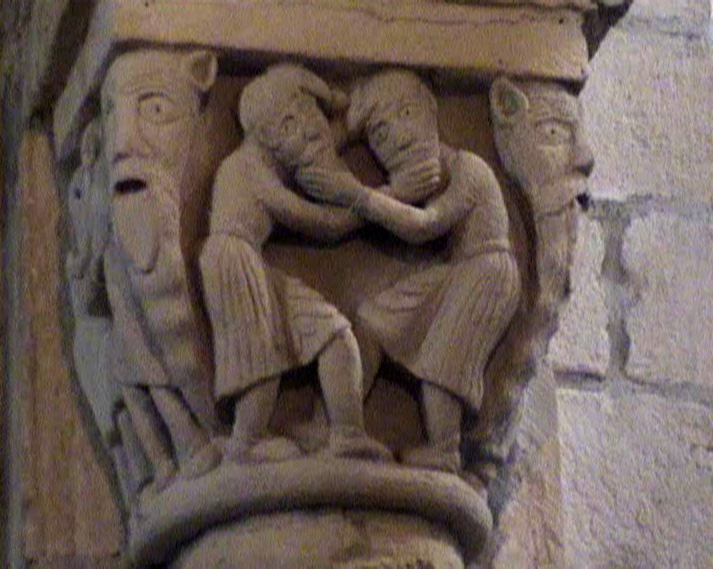
Een kapiteel
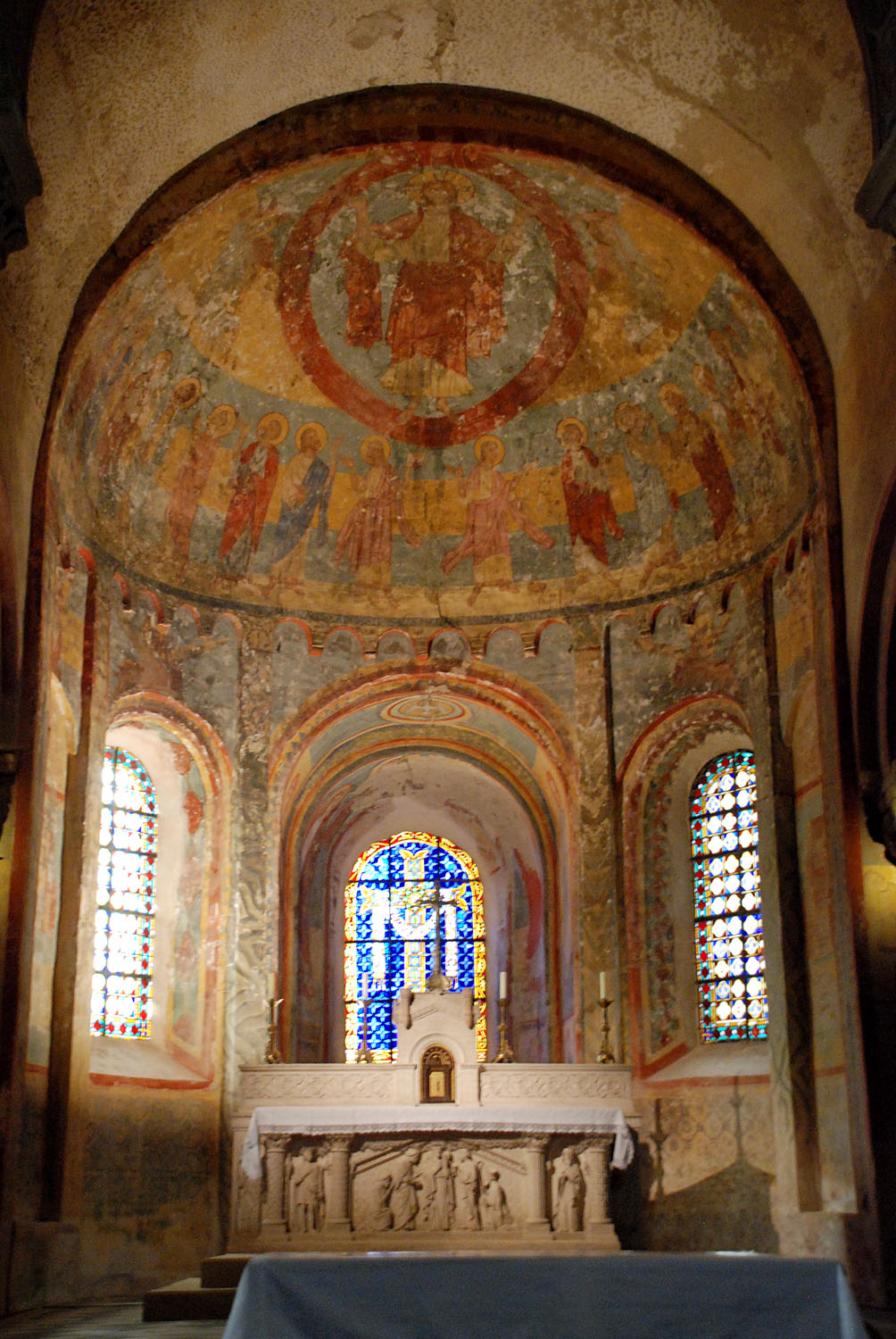
Kerkinterieur
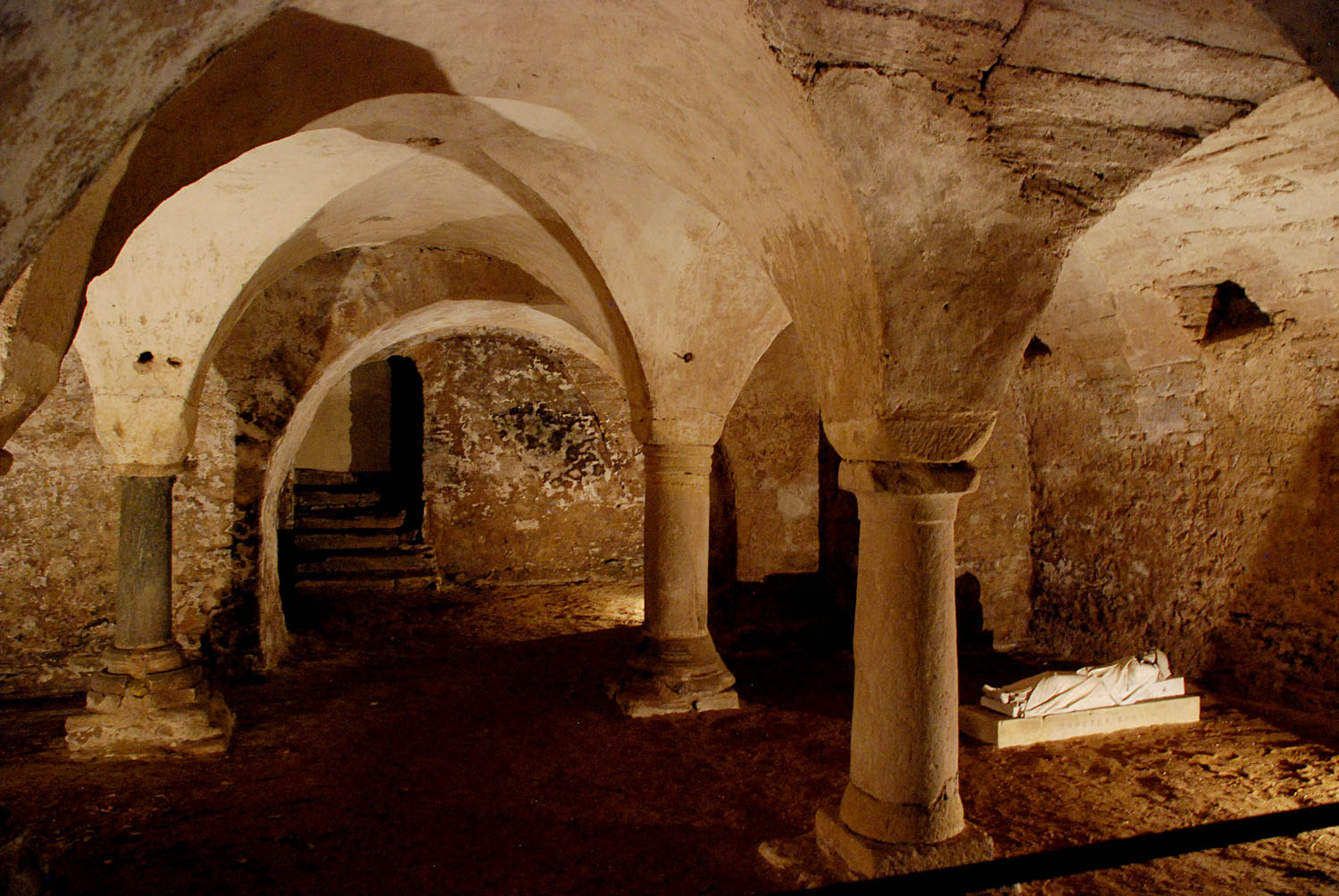
Crypte van de kerk